# 공위
공위(共尉, ? ~ 기원전 202년)는 진나라 말, 한나라 초의 인물이며, 2대 임강왕이다. 초대 임강왕 공오의 아들이다. 공환(共驩)이라고도 한다.

## 사적
기원전 204년, 아버지가 죽자 뒤를 이어 임강왕이 되었다.
서초패왕 항우의 세가 약해지고 옛 초나라 땅에 세워진 다른 제후왕 오예와 영포는 항우를 떠나 한왕 유방의 편이 되었으나, 공위만은 유방의 편에 서지 않았다. 항우가 자결하여 패망한 후, 고조 4년 12월(기원전 202년), 공위는 유방이 보낸 노관, 유고의 공격을 받았다. 또 근흡의 공격을 받아, 결국 근흡에게 사로잡혀 낙양으로 호송, 처형되었다. 이로써 임강은 멸망했다.

## 가계

### 관련 인물
- 공오